# Pawieł Tyrtow
Pawieł Pietrowicz Tyrtow, ros. Павел Петрович Тыртов (ur. 3 lipca?/15 lipca 1836 w Twerze, zm. 17 marca 1903) – rosyjski oficer marynarki wojennej, od 1896 minister Marynarki Wojennej Imperium Rosyjskiego.

## Awanse
- Miczman – 1854
- Kontradmirał – 1886
- Flagowy – 1889
- Wiceadmirał – 1892
- Admirał – 1896

## Odznaczenia
- Order Świętego Aleksandra Newskiego (Imperium Rosyjskie)
- Cesarski i Królewski Order Orła Białego (Imperium Rosyjskie)
- Wojskowy Order Świętego Męczennika Zwycięskiego Jerzego IV klasy (Imperium Rosyjskie)
- Order Świętego Równego Apostołom Księcia Włodzimierza III klasy (Imperium Rosyjskie)
- Order Świętej Anny I klasy (Imperium Rosyjskie)
- Cesarski i Królewski Order Świętego Stanisława I klasy (Imperium Rosyjskie)